# ELISPOT
La tecnica ELISPOT (dall'inglese Enzyme-Linked immunoSPOT) è una procedura altamente sensibile e rapida per l'identificazione, la quantificazione e la caratterizzazione di cellule secernenti anticorpi e citochine; è dotata di buona flessibilità essendo applicabile a vari campioni cellulari oltre alle PBMC. Tale saggio viene sfruttato per ottenere informazioni su un'effettiva risposta funzionale del sistema immunitario dell'organismo in quanto la capacità secretiva osservata ex vivo riflette l'effettivo stato di attivazione in vivo; inoltre per ottenere maggiori informazioni, può essere associato ad altri metodi in grado di valutare lo stato di attivazione come produzione di citochine a vari livelli (trascrizione, espressione di membrana, secrezione). Tale tecnica deriva dal metodo immunoenzimatico ELISA (Enzyme-Linked Immunosorbent Assay). 

## Descrizione
Il protocollo ELISpot per la rivelazione di cellule secernenti interferone-γ in un campione di PBMC si basa sull'incubazione delle cellule per un periodo di tempo definito, in piastra a 96 pozzetti precedentemente funzionalizzata (coating) mediante adsorbimento di un anticorpo monoclonale ad alta affinità per la citochina investigata che viene prodotta durante l'incubazione. La combinazione di un anticorpo biotinilato anti-citochina e di un anticorpo secondario anti-biotina enzima-coniugato, in presenza di substrati cromogeni per l'enzima, permette la rivelazione della produzione della citochina in aree definite dovute alla precipitazione del prodotto di reazione mediante la formazione di spot (accumuli di colore). Se tali aree sono discrete, ossia non sovrapposte e quantificabili, si assume che ogni spot derivi dalla produzione di citochina da parte di una singola cellula secernente, per questo quantificando il numero di spot si quantifica il numero di cellule secernenti IFN-γ.
Le fasi della metodica ELISpot sono suddivise in Coating e Blocking.

### Coating
Le piastre vengono rivestite con 50 μl di anticorpo monoclonale anti-IFN-γ (clone P2G10 - BD) in PBS sterile ed incubazione per 20-24 ore (overnight, O/N). 
I pozzetti di tali piastre (MultiScreen – Millipore) contengono una membrana idrofobica di PVDF che permette, oltre alla resistenza a solventi organici, di ottenere un miglior rapporto segnale/rumore rispetto alle membrane di natura idrofila e fornisce una maggiore superficie per l'adsorbimento dell'anticorpo di cattura.

### Blocking
Dopo incubazione O/N con anticorpo anti-IFN-γ, sono stati effettuati 4 lavaggi con PBS sterile in modo da eliminare l'anticorpo di cattura in eccesso ed aggiunti 200 µl per pozzetto di soluzione di blocco (blocking solution, RPMI-1640 completo) al fine di saturare i siti di potenziale legame aspecifico dell'IFN-γ. Le piastre sono state quindi incubate per 2 ore in termostato a 37 °C. Dopo aver eliminato la soluzione di blocco per inversione, la piastra può esser fatta asciugare sotto cappa per circa 2 ore. Se i campioni non vengono processati immediatamente, la piastra può essere mantenuta a 4 °C per circa una settimana.

### Analisi dei risultati
La determinazione della presenza e la quantificazione della frequenza delle cellule virus-specifiche secernenti IFN-γ è stata effettuata mediante lettore ELISpot utilizzando i seguenti parametri:
- Intensità minima spot: 12
- Dimensione minima spot: 8
- Gradiente minimo spot: 1
- Area di interesse (AOI): 95%